# Gayon
Pour les articles homonymes, voir Gayon.
Cet article possède un paronyme, voir Gaillon.
Gayon (en béarnais Gaion ou Gayoû) est une commune française, située dans le département des Pyrénées-Atlantiques en région Nouvelle-Aquitaine.
Le gentilé est Gayonais.

## Géographie

### Localisation
La commune de Gayon se trouve dans le département des Pyrénées-Atlantiques, en région Nouvelle-Aquitaine.
Elle se situe à 33 km par la route de Pau, préfecture du département, et à 30 km de Serres-Castet, bureau centralisateur du canton des Terres des Luys et Coteaux du Vic-Bilh dont dépend la commune depuis 2015 pour les élections départementales. 
La commune fait en outre partie du bassin de vie de Lembeye.
Les communes les plus proches sont : 
Lalongue (1,8 km), Vialer (2,2 km), Lespielle (2,3 km), Arricau-Bordes (3,1 km), Castillon (3,4 km), Lannecaube (3,5 km), Escurès (4,2 km), Simacourbe (4,4 km).
Sur le plan historique et culturel, Gayon fait partie de la province du Béarn, qui fut également un État et qui présente une unité historique et culturelle à laquelle s’oppose une diversité frappante de paysages au relief tourmenté.

### Communes limitrophes
Les communes limitrophes sont  Arricau-Bordes, Castillon, Lalongue, Lespielle et Vialer.
|          | Vialer    | Arricau-Bordes |
| Lalongue | Gayon     | Castillon      |
|          | Lespielle |                |

### Hydrographie

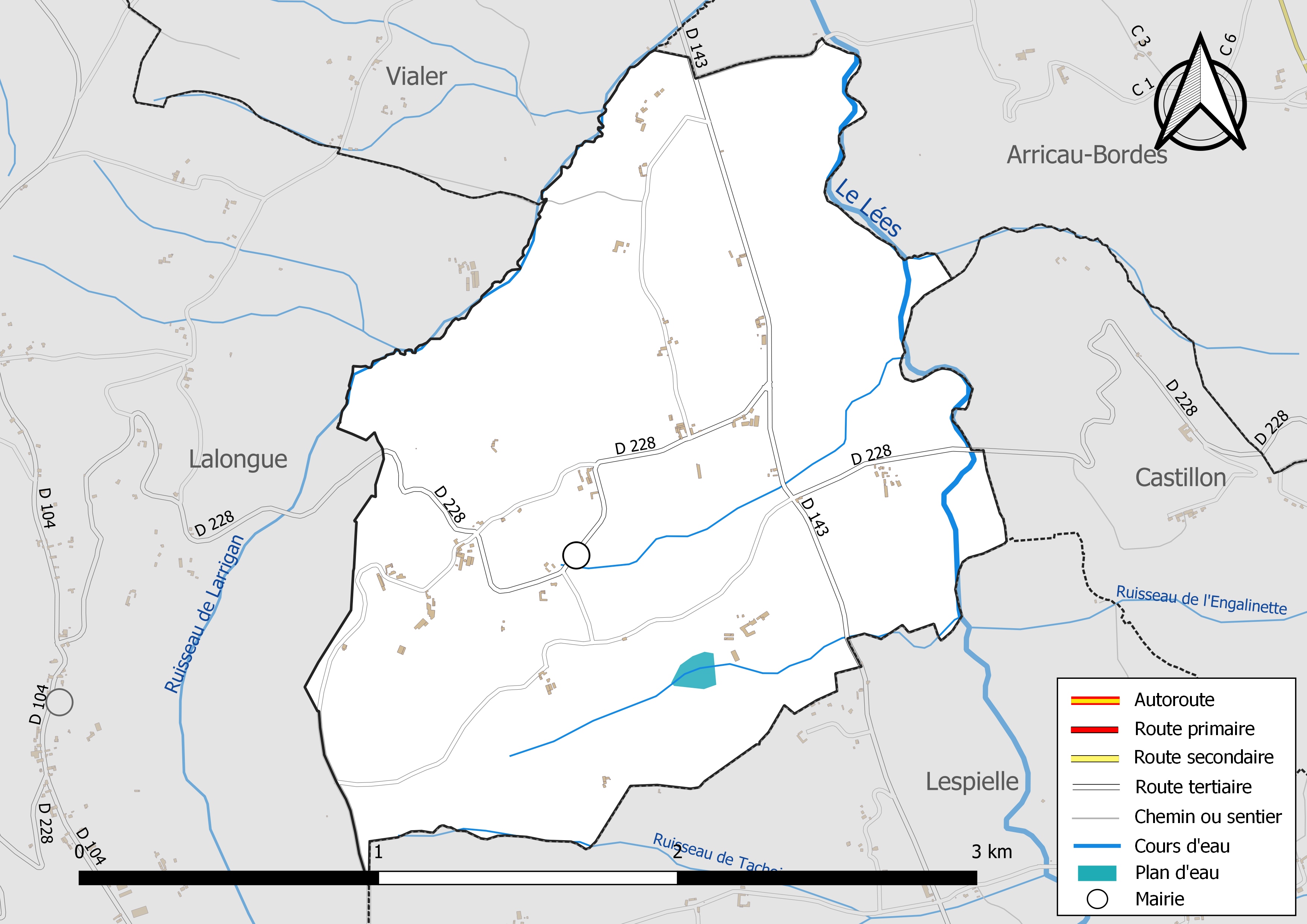
Réseaux hydrographique et routier de Gayon.

La commune est drainée par le Léez, le ruisseau de Larrigan, le ruisseau de Tachoires et par divers petits cours d'eau, constituant un réseau hydrographique de 6 km de longueur totale,.
Le Léez (56 km) prend sa source dans la commune de Gardères, s'écoule du sud vers le nord et longe le territoire communal dans sa partie est, constituant la limite communale avec Castillon et Arricau-Bordes. Il se jette dans l'Adour à Barcelonne-du-Gers, après avoir traversé 31 communes.

### Climat
Pour des articles plus généraux, voir Climat de la Nouvelle-Aquitaine et Climat des Pyrénées-Atlantiques.
Historiquement, la commune est dans une zone de transition entre les climats océaniques aquitain et montagnard.  
En 2020, Météo-France publie une typologie des climats de la France métropolitaine dans laquelle la commune est exposée à un climat de montagne et est dans une zone de transition entre les régions climatiques « Aquitaine, Gascogne » et « Pyrénées atlantiques »0.
Pour la période 1971-2000, la température annuelle moyenne est de 13,2 °C, avec une amplitude thermique annuelle de 14,6 °C. Le cumul annuel moyen de précipitations est de 1 102 mm, avec 11,4 jours de précipitations en janvier et 7,9 jours en juillet. Pour la période 1991-2020, la température moyenne annuelle observée sur la station météorologique la plus proche, située sur la commune de Mont-Disse à 8 km à vol d'oiseau, est de 13,9 °C et le cumul annuel moyen de précipitations est de 1 010,8 mm,. Pour l'avenir, les paramètres climatiques de la commune estimés pour 2050 selon différents scénarios d’émission de gaz à effet de serre sont consultables sur un site dédié publié par Météo-France en novembre 2022.

### Milieux naturels et biodiversité

#### Espaces protégés
La protection réglementaire est le mode d’intervention le plus fort pour préserver des espaces naturels remarquables et leur biodiversité associée,.
Un  espace protégé est présent sur la commune : 
le « coteau de Garlin », un terrain acquis (ou assimilé) par un conservatoire d'espaces naturels,, d'une superficie de 20,6 ha.

## Urbanisme

### Typologie
Au 1er janvier 2024, Gayon est catégorisée commune rurale à habitat très dispersé, selon la nouvelle grille communale de densité à sept niveaux définie par l'Insee en 2022.
Elle est située hors unité urbaine. Par ailleurs la commune fait partie de l'aire d'attraction de Pau, dont elle est une commune de la couronne,. Cette aire, qui regroupe 227 communes, est catégorisée dans les aires de 200 000 à moins de 700 000 habitants,.

### Occupation des sols

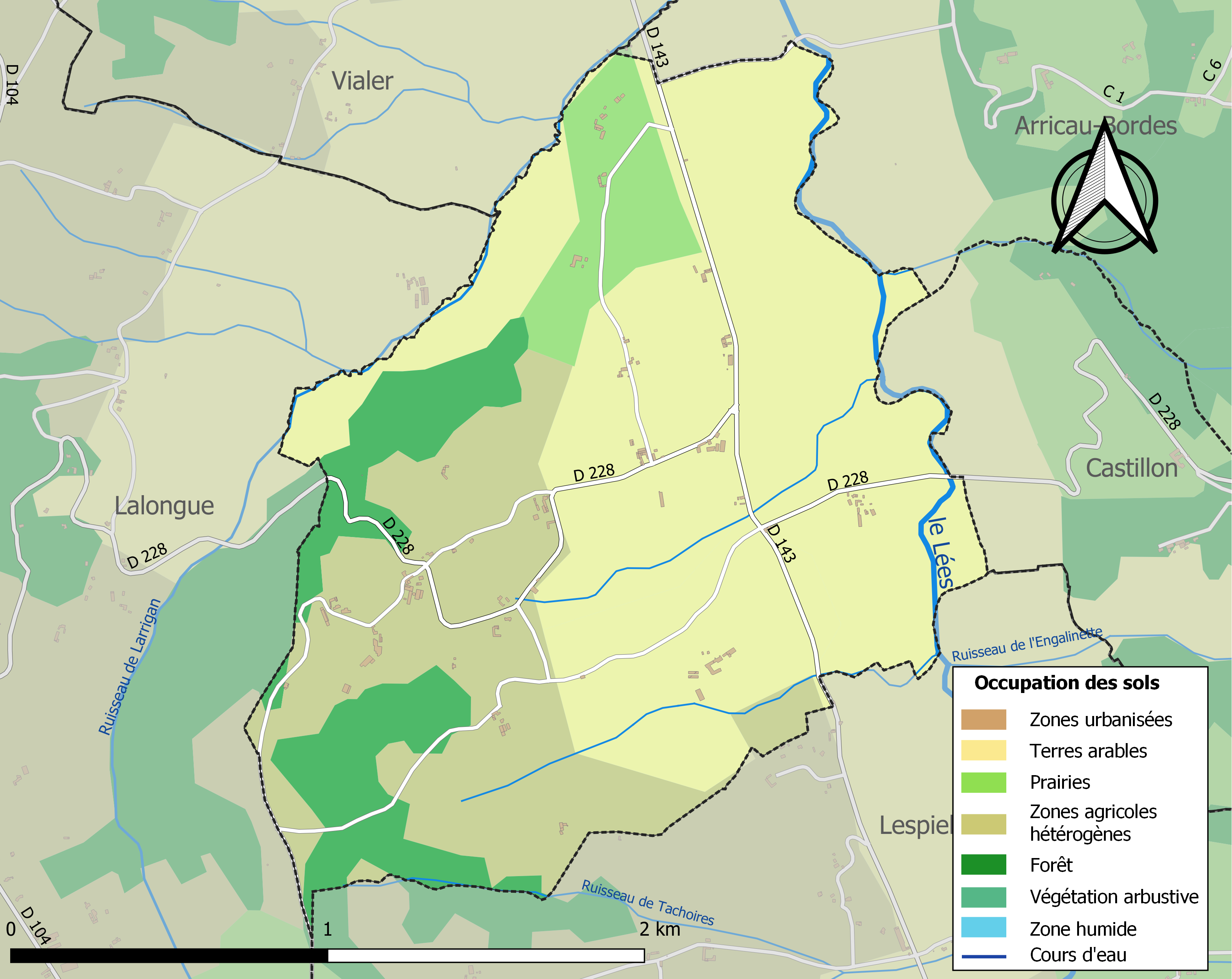
Carte des infrastructures et de l'occupation des sols de la commune en 2018 (CLC).

L'occupation des sols de la commune, telle qu'elle ressort de la base de données européenne d’occupation biophysique des sols Corine Land Cover (CLC), est marquée par l'importance des territoires agricoles (88,3 % en 2018), une proportion identique à celle de 1990 (88,3 %). La répartition détaillée en 2018 est la suivante : 
terres arables (45,1 %), zones agricoles hétérogènes (25,5 %), forêts (11,7 %), cultures permanentes (11,5 %), prairies (6,3 %). L'évolution de l’occupation des sols de la commune et de ses infrastructures peut être observée sur les différentes représentations cartographiques du territoire : la carte de Cassini (XVIIIe siècle), la carte d'état-major (1820-1866) et les cartes ou photos aériennes de l'IGN pour la période actuelle (1950 à aujourd'hui).

### Lieux-dits et hameaux
- Boupélhère
- Chaperot
- Lauga
- Le Moulin
- Soubiraa.

### Voies de communication et transports
Elle est desservie par les routes départementales 143 et 228.

### Risques majeurs
Le territoire de la commune de Gayon est vulnérable à différents aléas naturels : météorologiques (tempête, orage, neige, grand froid, canicule ou sécheresse), inondations et séisme (sismicité modérée). Il est également exposé à un risque technologique,  le transport de matières dangereuses. Un site publié par le BRGM permet d'évaluer simplement et rapidement les risques d'un bien localisé soit par son adresse soit par le numéro de sa parcelle.

#### Risques naturels
Certaines parties du territoire communal sont susceptibles d’être affectées par le risque d’inondation par une crue à  débordement lent de cours d'eau, notamment le Léez. La commune a été reconnue en état de catastrophe naturelle au titre des dommages causés par les inondations et coulées de boue survenues en 1982, 2007 et 2009,.

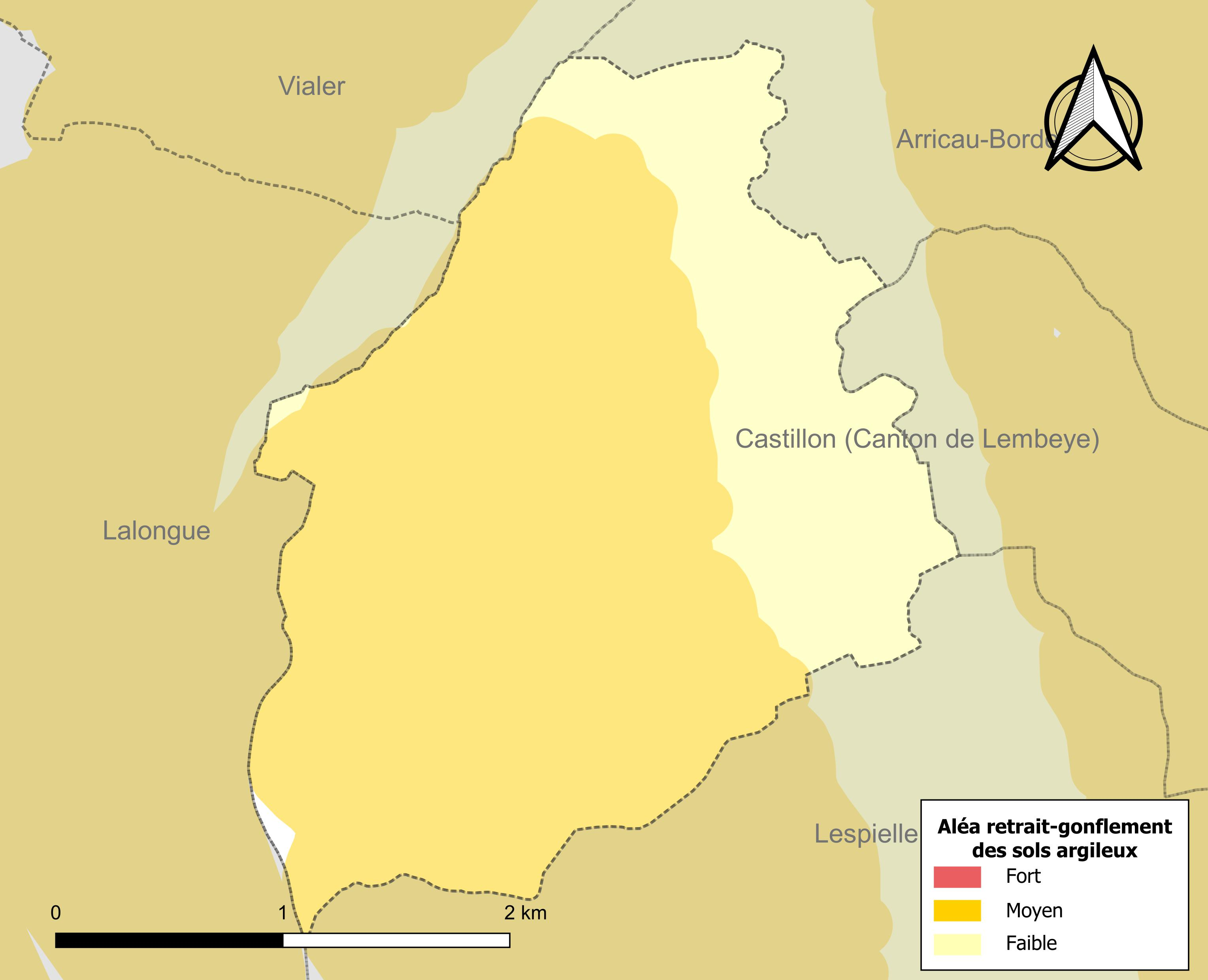
Carte des zones d'aléa retrait-gonflement des sols argileux de Gayon.

Le retrait-gonflement des sols argileux est susceptible d'engendrer des dommages importants aux bâtiments en cas d’alternance de périodes de sécheresse et de pluie. 72,9 % de la superficie communale est en aléa moyen ou fort (59 % au niveau départemental et 48,5 % au niveau national). Depuis le 1er octobre 2020, en application de la loi ELAN, différentes contraintes s'imposent aux vendeurs, maîtres d'ouvrages ou constructeurs de biens situés dans une zone classée en aléa moyen ou fort,.

## Toponymie
Le toponyme Gayon apparaît sous les formes 
Caioo (1383, contrats de Luntz), 
Gayoo (1385, censier de Béarn) et 
Saint-Jean-Baptiste de Gayon (1772, terrier de Gayon).
Son nom béarnais est Gaion ou Gayoû.

## Histoire
Paul Raymond note qu'en 1385, Gayon comptait vingt-deux feux et dépendait du bailliage de Lembeye.

## Politique et administration
| Période                                  | Période                      | Identité           | Étiquette | Qualité                                      |
| ---------------------------------------- | ---------------------------- | ------------------ | --------- | -------------------------------------------- |
| été 1900                                 | été 1935                     | Étienne Latisnière |           | Inventeur constructeur de machines agricoles |
| ?                                        | 9 Mai 1945                   | Félix Trieulet     |           | Agriculteur                                  |
| 10 Mai 1945                              | 29 Octobre 1947              | Germain Lortet     |           | Constructeur de machines agricoles           |
| 30 Octobre 1947                          | 23 Mars 1959                 | Jean Rey           |           | Chauffeur de car et restaurateur             |
| 24 Mars 1959                             | 20 Mars 1971                 | Gabriel Argel      |           | Agriculteur                                  |
| 21 Mars 1971                             | 16 Mars 2001                 | Louis Lacoustille  | DVD       | Instituteur                                  |
| 17 Mars 2001                             | En cours (au 1 octobre 2023) | Pierre Peilhet     |           | Agriculteur                                  |
| Les données manquantes sont à compléter. |                              |                    |           |                                              |

### Intercommunalité
Gayon fait partie de quatre structures intercommunales :
- la communauté de communes du Nord-Est Béarn ;
- le syndicat d’énergie des Pyrénées-Atlantiques ;
- le syndicat d'irrigation de la vallée des Lées ;
- le syndicat intercommunal d’alimentation en eau potable (SIAEP) du Vic-Bilh Montanérès.

## Population et société

### Démographie
L'évolution du nombre d'habitants est connue à travers les recensements de la population effectués dans la commune depuis 1793. Pour les communes de moins de 10 000 habitants, une enquête de recensement portant sur toute la population est réalisée tous les cinq ans, les populations de référence des années intermédiaires étant quant à elles estimées par interpolation ou extrapolation. Pour la commune, le premier recensement exhaustif entrant dans le cadre du nouveau dispositif a été réalisé en 2008.

En 2022, la commune comptait 55 habitants, en évolution de −1,79 % par rapport à 2016 (Pyrénées-Atlantiques : +3,78 %, France hors Mayotte : +2,11 %).
| 1793 | 1800 | 1806 | 1821 | 1831 | 1836 | 1841 | 1846 | 1851 |
| ---- | ---- | ---- | ---- | ---- | ---- | ---- | ---- | ---- |
| 263  | 229  | 371  | 225  | 281  | 299  | 306  | 290  | 295  |

| 1856 | 1861 | 1866 | 1872 | 1876 | 1881 | 1886 | 1891 | 1896 |
| ---- | ---- | ---- | ---- | ---- | ---- | ---- | ---- | ---- |
| 246  | 227  | 205  | 206  | 214  | 186  | 197  | 175  | 159  |

| 1901 | 1906 | 1911 | 1921 | 1926 | 1931 | 1936 | 1946 | 1954 |
| ---- | ---- | ---- | ---- | ---- | ---- | ---- | ---- | ---- |
| 173  | 175  | 177  | 135  | 137  | 130  | 128  | 116  | 98   |

| 1962 | 1968 | 1975 | 1982 | 1990 | 1999 | 2006 | 2008 | 2013 |
| ---- | ---- | ---- | ---- | ---- | ---- | ---- | ---- | ---- |
| 94   | 115  | 114  | 95   | 77   | 92   | 69   | 62   | 57   |

| 2018 | 2022 | - | - | - | - | - | - | - |
| ---- | ---- | - | - | - | - | - | - | - |
| 55   | 55   | - | - | - | - | - | - | - |

## Économie
La commune fait partie des zones d'appellation d'origine contrôlée (AOC) du madiran, du pacherenc-du-vic-bilh et du béarn.

## Culture locale et patrimoine

### Patrimoine civil
Un ensemble fortifié, dit de la Motte, et datant du XIe siècle témoigne du passé ancien du village, c'est le premier siège de la seigneurie, transféré ensuite au château. Ce dernier date partiellement des XIIIe et XIVe siècle.
La base du moulin, au lieu-dit du même nom, date du XIIIe siècle.
La commune présente un ensemble de maisons et de fermes des XVIIe et XVIIIe siècles.

### Patrimoine religieux

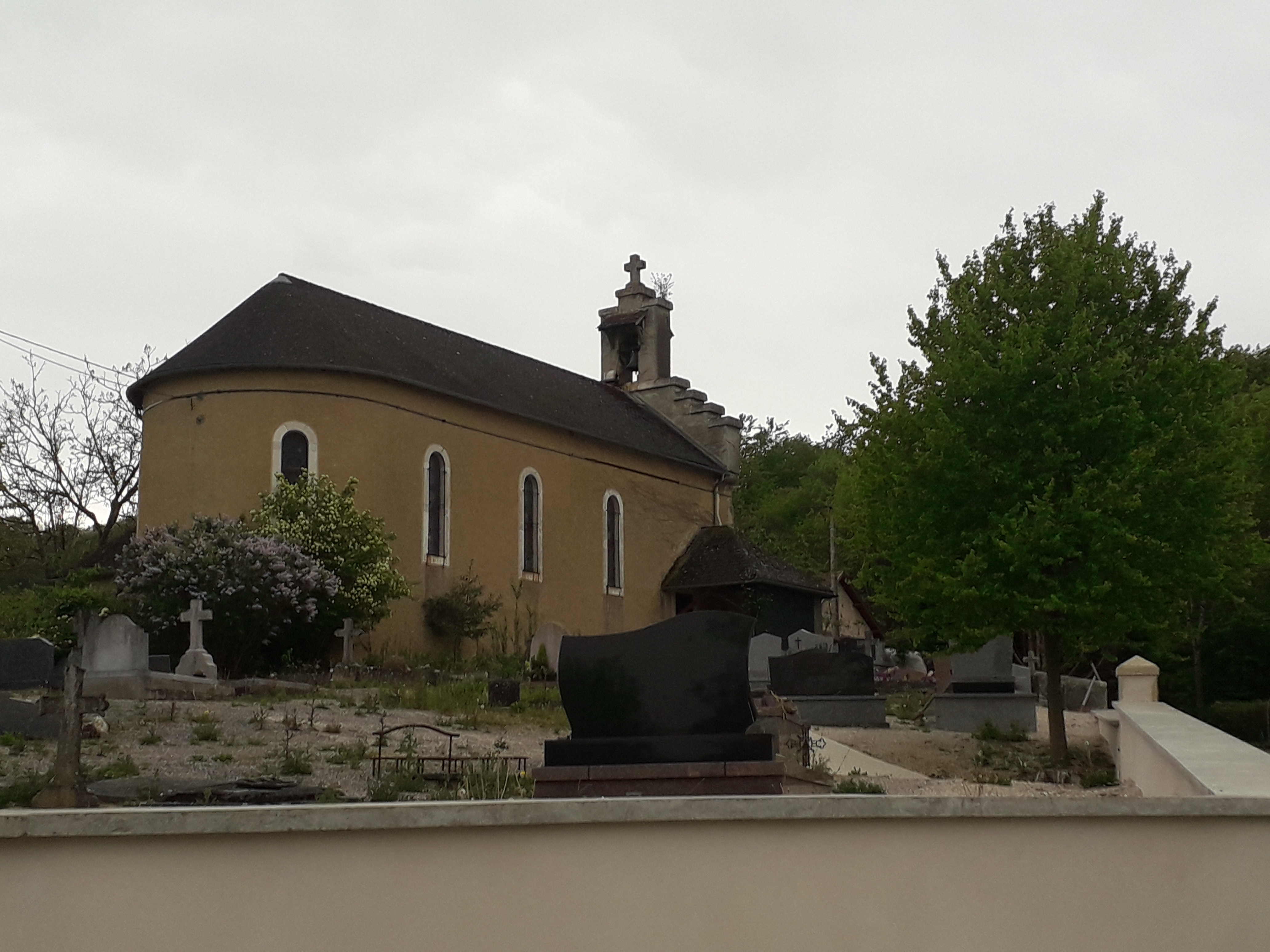
Eglise du village de Gayon

L'église a été établie dans la basse-cour castrale au pied de l'ensemble fortifié. L'église Saint-Jean-Baptiste fut complètement transformée au début du XXe siècle. Elle recèle des objets et des verrières inscrits à l'inventaire générale du patrimoine culturel.

## Personnalités liées à la commune
Lors de l'inauguration du monument aux morts, vers juillet 1950, le conseiller général du canton de Lembeye, Maurice Delom Sorbé a déclaré rendre hommage aux enfants de la commune en disant : « Et les fils sont tombés dont les pères étaient morts »[réf. nécessaire].